# مایومی یاماموتو
مایومی یاماموتو (انگلیسی: Mayumi Yamamoto؛ زادهٔ ۱۱ مهٔ ۱۹۸۴) یک هنرپیشه اهل ژاپن است.